# Anthony Milosz
Anthony „Tony” Oscar John Milosz (ur. 29 marca 1947 w Waszyngtonie) – amerykański informatyk, muzyk, kompozytor i tłumacz. Syn Janiny i Czesława Miłoszów oraz bratanek Andrzeja Miłosza.

## Życiorys

### Rodzice i dzieciństwo
Po zakończeniu wojny Czesław Miłosz w listopadzie 1945 otrzymał posadę w Ministerstwie Spraw Zagranicznych PRL, został skierowany na początku 1946 roku jako dyplomata do konsulatu w Nowym Jorku, a następnie do ambasady w Waszyngtonie. Kiedy w marcu 1947 Janina urodziła syna, nadano mu drugie imię „Oscar” po jednym z dalszych krewnych, Oskarze Miłoszu, którego Czesław Miłosz odwiedził w Paryżu w lecie 1931 oraz 1934/35. Syn nabył obywatelstwo amerykańskie zgodnie z prawem ziemi (Ius soli). Dla Janiny jako matki priorytetem stało się bezpieczeństwo rodziny z dala od zniszczonej wojną i podzielonej politycznie Europy. Jednak w 1950 Czesław Miłosz otrzymał skierowanie do ambasady PRL w Paryżu i polecenie przyjazdu do Warszawy. Wyjechał jesienią 1950 zostawiając w Waszyngtonie spodziewającą się drugiego dziecka Janinę. W Warszawie władze PRL odebrały mu w grudniu paszport i zatrzymały go w stolicy. Po uporczywych staraniach mógł wyjechać w styczniu 1951 roku do Paryża, gdzie złożył wniosek o azyl polityczny we Francji. Skontaktował się z Jerzym Giedroyciem i zamieszkał w Maisons-Laffitte. Pod jego nieobecność, Janina 22 stycznia 1951 urodziła w Waszyngtonie drugiego syna, Johna Petera. W Paryżu ambasada amerykańska odmówiła Miłoszowi, w związku z ustawą McCarran Act i przy donosach polskiego emigranta w Paryżu ps. Ryszard Wraga zarzucającego mu kryptokomunizm, wydania wizy wjazdowej. Przeciwko przyjęciu Miłosza w Maisons-Laffitte protestowała też redakcja „Wiadomości” Mieczysława Grydzewskiego w Londynie. Sergiusz Piasecki opublikował w londyńskich „Wiadomościach” pamflet Były poputczik Miłosz. Między Czesławem Miłoszem a Janiną z synami zamknęła się na prawie trzy lata „żelazna kurtyna”. Janina z dwójką małych dzieci przeprowadziła się z Waszyngtonu do Pensylwanii i mieszkała do lata 1953 u Hanny i Ignacego Święcickich w Yorku.
W marcu 1953 roku Czesław Miłosz otrzymał za książkę „Zdobycie władzy”, w przekładzie Jeanne Hersch, obywatelki Szwajcarii żydowsko-polskiego pochodzenia, nagrodę Prix Littéraire Européen, która zapewniła mu środki finansowe na sprowadzenie bliskich do Francji. Do połączenia rodziny doszło latem 1953 w Normandii, kiedy synowie z matką przypłynęli statkiem do Hawru, gdzie czekał na nich w porcie Czesław Miłosz. Najpierw zamieszkali w Bons nad Jeziorem Genewskim, by wkrótce przenieść się do Brie-Comte-Robert. 13 stycznia 1956 roku rodzice zawarli sakrament małżeństwa w kościele Notre Dame de l’Assomption w Paryżu oraz kupili domek jednorodzinny w Montgeron, gdzie Anthony mógł rozpocząć edukację w liceum. W 1960 roku Uniwersytet Kalifornijski w Berkeley zaproponował Miłoszowi wykłady, poeta otrzymał amerykańską wizę i w październiku 1960 roku wraz z rodziną zamieszkał w Berkeley na Zachodnim Wybrzeżu w regionie San Francisco Bay Area. Później zakupili dom na Grizzly Peak na Berkeley Hills w hrabstwie Alameda, gdzie Czesław Milosz mieszkał do 1993 roku.

### Studia i praca zawodowa
Anthony studiował lingwistykę, antropologię i chemię na Uniwersytecie Kalifornijskim w Berkeley, gdzie ojciec był wykładowcą literatury słowiańskiej, oraz neurofizjologię i neurofarmakologię w Medical Center na Uniwersytecie Kalifornijskim w San Francisco. Zna język francuski, angielski i polski. Został programistą i kompozytorem muzyki elektronicznej. Na Uniwersytecie w Berkeley poznał lektorkę języka angielskiego Rondi Gilbert. Ich córka Erin Gilbert (ur. 1973), jedyna wnuczka Miłoszów, jest lekarzem dermatologiem w Nowym Jorku.
Około 1976 roku u matki lekarze błędnie zdiagnozowali śmiertelną chorobę stwardnienie zanikowe boczne (ALS). Później dopiero rozpoznali nowotwór kręgosłupa, który można było wcześniej wyleczyć. Zmarła w wieku 77 lat w Berkeley. Uroczystość pogrzebowa odbyła się w kwietniu 1986 roku na Sunset View Cemetery w El Cerrito. Podczas podróży z ojcem w 1981 roku do Polski, pojechali do Zuzeli, gdzie urodziła się w 1909 roku jego matka Janina, z domu Dłuska.
W 1982 przetłumaczył wraz z Richardem Louriem na język angielski film dokumentalny Robotnicy ’80, wyświetlany w Nowym Jorku. W 2003 roku został prezesem Milosz Institute Library & Archives w Oakland, a po śmierci ojca w sierpniu 2004 jego spadkobiercą. Przetłumaczył z języka polskiego i opatrzył komentarzem antologię wierszy Czesława Miłosza. Antologia z przedmową Seamusa Heaneya ukazała się w języku angielskim w Nowym Jorku w 2006 roku. Drugi nakład, zawierający 345 stron i poszerzony o ponad 40 nowych wierszy, wydano w 2011 roku.
Należy do Polskiego Stowarzyszenia Muzyki Elektroakustycznej (PSeME) w Krakowie, z którym wydał w 2011 roku płytę „Rzeki”. Utwór „Tak Mało” składa się z dwóch części: pierwsza – niemal w pełni śpiewana przez Czesława Miłosza z towarzyszeniem fortepianu, druga utrzymana w stylu reggae i gospel, gdzie poecie wtóruje chór. Czesław Miłosz czytał swoje utwory w języku polskim, natomiast syn czytał dwa wiersze w swoim angielskim tłumaczeniu.
W związku z obchodami setnej rocznicy urodzin Czesława Miłosza przyjechał w 2011 roku do Polski i przebywał na Litwie. W czerwcu 2011 wziął udział w Wilnie w ceremonii odsłonięcia tablicy upamiętniającej Czesława Miłosza oraz w uroczystości otwarcia Międzynarodowego Centrum Dialogu w Krasnogrudzie. Brał udział w realizacji trzygodzinnego filmu dokumentalnego The Age of Czeslaw Milosz, ukończonego w 2012 roku przez litewskiego reżysera Juozasa Javaitisa. W listopadzie 2012 przekazał rękopisy i bibliotekę po ojcu Bibliotece Narodowej w Warszawie. Jako kompozytor i autor tekstu wziął udział w powstaniu polsko-litewskiej suity multimedialnej Frater w ramach programu „Kolekcje” – priorytet „Zamówienia kompozytorskie”, realizowanego w 2013 roku przez Narodowy Instytut Muzyki i Tańca. Utwór jest pracą zbiorową kompozytorów polskich – Zygmunta Koniecznego, Anthony’ego Milosza i Cezarego Duchnowskiego – oraz litewskich – Broniusa Kutavičiusa, Arvydasa Malcysa i Vytautasa Germanavičiusa – poświęconą setnej rocznicy urodzin Witolda Lutosławskiego.
Jest wieloletnim członkiem Komitetu Honorowego Międzynarodowego Festiwalu Miłosza, który odbywa się od 2009 corocznie w Krakowie. W 2014 roku został członkiem Komitetu Honorowego Festiwalu. Anthony Milosz był wykładowcą, konsultantem i projektantem sprzętu i oprogramowania w Dolinie Krzemowej. Pracował w Oakland w Kalifornii. Mieszkał w Oakland i Montclair. W 1992 roku ożenił się w stanie Nevada z Joanną Genowefą Rayską, która w 2003 roku została archiwistką i prezesem fundacji „The Miłosz Institute – Archives and Library”. Była z mężem w Krakowie na obchodach Międzynarodowego Festiwalu Literackiego im. Czesława Miłosza.
Młodszy brat John Peter (ur. 1951) studiował antropologię na Uniwersytecie w Berkeley. Zna język angielski i polski. W 1967 podjął pracę na Alasce, gdzie ujawniło się ciężkie wieloletnie schorzenie. Mieszka w Oakland. Był z bratem w Krakowie na obchodach Międzynarodowego Festiwalu Literackiego im. Czesława Miłosza.

## Kompozycje i dyskografia (wybór)
- 2011: A Book of Luminous Things, płyta, śpiew Aga Zaryan
- 2011: Rzeki, album
- 2013: suita Frater
- 2015: Elternal Reflections. Choral Works by Robert Patterson

## Przekłady
- przedmowa Seamus Heaney: Czeslaw Milosz. Selected and last poems 1931–2004. Ecco Press, New York 2011, ISBN 978-0-06-209588-6.
  - w jęz. polskim: red. Agnieszka Kosińska: Poezje wybrane. Selected poems. Wydawnictwo Literackie, Kraków, ISBN 978-8308046968; cztery wydania 1996–2011.